# Cambio Democrático (Panamá)
Cambio Democrático (CD) es un partido político panameño fundado en 1998 y el segundo mayor partido del país con 272 441 afiliados. Su propuesta ha girado en torno a la renovación del poder político panameño y el combate a la corrupción. Encabezó en las elecciones generales de 2009 una coalición de partidos de oposición llamada "Alianza por el Cambio", dando como resultado su victoria en los comicios y la elección de su líder, Ricardo Martinelli, como presidente electo de Panamá. 
Según sus estatutos, es un partido pluralista, nacionalista y democrático, partidario de las libertades civiles, la justicia social y el Estado de Derecho. Políticamente es un partido de centro liberal y de unidad nacional, con un discurso a favor de la libre empresa como del asistencialismo, presentándose como una alternativa a las fuerzas tradicionales lideradas por el Partido Revolucionario Democrático (PRD) y el Partido Panameñista. Uno de sus partidos aliados fue Unión Patriótica, que eventualmente en marzo de 2011 sería absorbido por Cambio Democrático.

## Historia

### Referéndum de 1998 y elecciones generales de 1999
El partido fue fundado por Martinelli en mayo de 1998, como aliado del entonces presidente Ernesto Pérez Balladares (en la que Martinelli fue director de la Caja de Seguro Social durante el gobierno) y se constituyó en un partido satélite del gobernante Partido Revolucionario Democrático (PRD), junto con otros pequeños partidos de centro como Solidaridad y el Partido Liberal Nacional. Cambio Democrático apoyó a Balladares en su intento de cambiar la constitución para la reelección inmediata.
Tras el rechazo popular que negó la reelección en agosto, Cambio Democrático abandonó la alianza con el PRD, y se acercó al Partido Panameñista a través de la alianza conservadora Unión por Panamá junto con el Movimiento Liberal Republicano Nacionalista (Molirena) y el Movimiento de Renovación Nacional (Morena), el cual ganaría las elecciones de 1999. 
El CD obtuvo un 2% de los votos (36.068 votos) e ingresó a la Asamblea Legislativa con dos diputados. Eventualmente, tras la elección el bloque arnulfista, junto con el bloque popular y el antiguo partido satélite Solidaridad, se unirían para formar el Pacto de la Pintada. Martinelli, dentro del gobierno de Mireya Moscoso, asumió el cargo de Ministro de Asuntos del Canal hasta el 20 de enero de 2003 cuando renunció anunciando que se lanzaría como candidato presidencial en las elecciones del 2004 por Cambio Democrático, declarándose como representante de la "tercera fuerza".

### Elecciones generales de 2004
Para las elecciones del 2004, debido a la impopularidad del gobierno arnulfista de Moscoso, solamente el Partido Liberal Nacional se mantuvo en la alianza. Tanto Cambio Democrático como Solidaridad no solamente se alejaron del gobierno, sino que compitieron por su cuenta. Solidaridad postuló al expresidente Guillermo Endara, quien era un disidente y duro crítico del panameñismo y logró captar la mayor parte del voto tradicional civilista a costa del bloque conservador de José Miguel Alemán, candidato del Partido Arnulfista.
Cambio Democrático logró acuerdos con el Partido Solidaridad a nivel legislativo para postular candidatos únicos en algunos circuitos del interior, pero el partido postuló a Ricardo Martinelli sin ninguna alianza oficial, logrando obtener el 5% (79.595 votos) y tres diputados. 

### Elecciones generales de 2009
Luego de la derrota del 2004, la oposición se fragmentó, dejando al Partido Panameñista en un proceso de reorganización donde Moscoso cedió ante una nueva generación liderada por Juan Carlos Varela, la fusión de Solidaridad con el Partido Liberal Nacional, donde se creó el partido Unión Patriótica y la creación del civilista partido Vanguardia Moral de la Patria de Endara. Martinelli inició una campaña donde se convirtió en fuerte crítico del gobernante PRD y del panameñismo, que en ese entonces era el principal partido de oposición. Martinelli aseguró que tanto el PRD como el panameñismo eran lo mismo, denominándolos como "políticos tradicionales" y aseguraba que éstos "entraban limpios (pobres) y salían millonarios del gobierno", frase que impactó en muchos votantes y generó simpatías con Martinelli.
Ante el dividido ambiente en la oposición, Martinelli logra posicionarse como líder en las encuestas, y logró adueñarse de gran parte del voto independiente que apoyó a Guillermo Endara en 2004, y que se encontraba decepcionado por los desatinos políticos de este (ruptura con Solidaridad y rechazo a la ampliación del Canal). 
Unión Patriótica se alió con Cambio Democrático con miras a unificar las fuerzas civilistas, invitando al Partido Panameñista a unirse.
Las conversaciones con el Partido Panameñista resultan infructuosas, pues el partido Panameñista, siendo el más grande partido civilista, no quiere ceder la cabeza de la nómina y su líder sugiere unas elecciones interprimarias, así que Ricardo Martinelli acusa a su líder, Juan Carlos Varela, de aún ser fiel al ala conservadora liderada por Mireya Moscoso.
Las negociaciones son rotas, y el partido Panameñista decide formar una alianza con el conservador MOLIRENA con miras a las elecciones del mayo del 2009. Varela, pese a éxitos iniciales en las encuestas, cae por debajo 15 % en diciembre, y MOLIRENA abandona la alianza para aliarse con Cambio Democrático.
En enero, el Partido Panameñista, habiendo quedado solo, y tras un fallido intento de una alianza con Vanguardia Moral de la Patria, Varela aceptó unirse a la alianza aun no teniendo la papeleta presidencial (por primera vez en su historia para el Partido Panameñista), formando la Alianza por el Cambio con Martinelli.
El día 3 de mayo, Ricardo Martinelli es proclamado oficialmente presidente electo de la República, obteniendo aproximadamente el 60% del apoyo popular en los comicios, haciendo que Cambio Democrático esté en la cabeza del gobierno, desplazando al Partido Revolucionario Democrático y al Partido Panameñista, quienes estuvieron alternando el poder desde la caída del régimen militar en 1989.

### Unificación con el Partido Unión Patriótica
En la tarde del día 27 de marzo de 2011 el partido político Unión Patriótica se fusionó a Cambio Democrático y sus convencionales acudieron en masa a votar. Con esto se convirtieron en el segundo partido del país con más adherentes.
En dos convenciones multitudinarias celebradas en el Hotel El Panamá los partidos Cambio Democrático y Unión Patriótica se convirtieron en uno. Sus dirigentes sellan así un acuerdo de marchar juntos.

### Intentos de unificación con el MOLIRENA
En una convención nacional extraordinaria del 3 de julio de 2011, se intentó unificar al Partido Molirena con Cambio Democrático en donde no se dio el voto secreto, sino por aclamación, mediante la Resolución n.º 61 del 4 de agosto de 2011, el Tribunal Electoral se falló la invalidez por incumplir el artículo 1, numeral 4 del Decreto Electoral 3 del 24 de febrero de 2006, el cual establece que ‘para aprobar alianzas políticas o la fusión de un partido se debe garantizar el voto secreto’.
El domingo 2 de octubre de 2011 se realizó la Convención Nacional para aprobar la fusión del Molirena con el gobernante Cambio Democrático (CD). El evento tendría como escenario el auditorio de la Feria Internacional de Azuero, en la Villa de Los Santos, Provincia de Los Santos. En una votación secreta la fusión fue rechazada porque no se llegó al número de votantes a favor. Se necesitaban 428 votos a favor y solamente obtuvieron 419 por lo que la fusión fue rechazada y esta decisión fue aprobada luego del dictamen del Tribunal Electoral.
El Magistrado Gerardo Solís, explicó que el argumento utilizado para tomar esta decisión se basó en que el día de la convención la dirigencia del partido Molirena no cumplió con las dos terceras partes del total de los convencionales para aprobar la fusión, tal y como lo establecen los estatutos del Molirena en su artículo 19 y el Código Electoral en su artículo 113.
Ese día, a favor de la unión con Cambio Democrático votaron 419 convencionales, frente a los 190 que la rechazaron. Mientras los opositores aseguraban que la cantidad necesaria para la absorción eran 428; es decir, dos tercios del total de convencionales (642), los grupos afines a la fusión aseguraban que solamente necesitaban dos tercios de los convencionales presentes (609).

### Elecciones 2014
En mayo de 2013, José Domingo Arias se había convertido en el abanderado del partido para las elecciones generales del 2014, al ganar las elecciones primarias. La asistencia de los miembros del partido fue del 40,4%. 
En las elecciones generales del 4 de mayo de 2014, junto al Molirena, Arias fue derrotado por Juan Carlos Varela, candidato de la alianza entre el Partido Panameñista y el Partido Popular, obteniendo solamente el 31% de los votos de presidente, pero logró en la Asamblea Nacional de Diputados una mayoría simple de 32 curules (30 CD - 2 MOLIRENA), ganando la alcaldía de San Miguelito (segundo distrito más poblado) y otras tantas alcaldías y numerosos representantes de corregimiento en el país.
Sin embargo, luego de al menos una docena de impugnaciones presentadas por los partidos Panameñista y PRD debido a supuesta compra de votos y violaciones al Código Electoral, el Tribunal Electoral convocó a elecciones parciales en diez circuitos, perdiendo Cambio Democrático en cinco circunscripciones, reduciendo su cantidad de diputados a 25 y pasando a ser la segunda fuerza parlamentaria, por detrás del socialdemócrata PRD.
El partido se abocó a una férrea oposición del gobierno de Varela, quien inició una serie de investigaciones en el período presidencial de Martinelli. El 28 de enero de 2015, Martinelli salió de Panamá rumbo a Guatemala (sede del Parlamento Centroamericano), para luego refugiarse en Miami. El arresto de Martinelli en Miami el 12 de junio de 2017 supuso un revés en el liderazgo del partido, una pequeña facción liderada por el diputado José Muñoz se separó del CD y formó su propio partido, Alianza, quien eventualmente se sumó José Domingo Arias.
El entonces presidente encargado del partido, Rómulo Roux, aprovechó la ausencia de Martinelli en el poder para desplazarlo y así convertirse en el nuevo presidente del partido luego de 20 años de dominio de Martinelli. Martinelli siguió detenido en Estados Unidos hasta el 11 de junio de 2018, cuando fue extraditado a Panamá y seguiría detenido pero en la cárcel El Renacer.

### Elecciones 2019
La Junta de Escrutinio de elecciones primarias proclamó el 16 de agosto de 2018 a Roux como candidato presidencial por el CD para las elecciones generales de 2019.
A finales de diciembre de 2018, Roux recibió el apoyo del Partido Alianza, cuyo candidato presidencial José Domingo Arias había renunciado. Se conformó una alianza entre ambos partidos, teniendo a Rómulo Roux como el candidato presidencial de la alianza "Un cambio para despertar". No obstante, en las elecciones presidenciales fue superado por Laurentino Cortizo del PRD.
Pasadas las elecciones, en agosto de 2019, Martinelli fue absuelto de los casos judiciales señalados en su administración, y buscó inmediatamente una forma de renovar el partido a través de una convención extraordinaria, pero en enero de 2020 el propio Roux desechó la solicitud aduciendo de improcedente, ilegal y sin fundamento. Martinelli respondió a la acción de Roux renunciando al partido que él fundó, y el 11 de febrero de 2020 tanto Martinelli como su esposa y seguidores de su facción, renunciaron al CD para dar inicio a una nueva formación política denominada "Realizando Metas".

## Resultados

### Presidenciales
|  | 2.83 % |

|  | 5.31 % |

|  | 32.44 % |

|  | 26.06 % |

|  | 28.72 % |

|  | 6.08 % |

### Elecciones legislativas
|  | 05.44 % |

|  | 7.40 % |

|  | 19.71 % |

|  | 35.20 % |

|  | 22.40 % |

|  | 11.19 % |

## Enlaces
(enlace roto disponible en Internet Archive; véase el historial, la primera versión y la última).